# Liceo Español Cervantes de Roma
El Liceo Español Cervantes de Roma, llamado así por Miguel de Cervantes, es una escuela internacional española en el Gianicolo, Roma, Italia, dependiente del Ministerio de Educación español. Es propiedad del Gobierno de España y se estableció en 1973.
La colina donde se alza el liceo, el Gianicolo, está identificada por la tradición cristiana como el lugar del martirio de San Pedro. La tradición del culto al apóstol se mantuvo viva y se extendió a partir del siglo XV.   

### Ubicación
En 1472 se construyó un convento de franciscanos a cuya financiación contribuyeron los Reyes Católicos. La consagración del templo la realizó el papa español Alejandro VI Borgia, en 1500. Los citados monarcas españoles completaron su intervención con el posterior encargo a Donato Bramante de la construcción del templete, cuya primera piedra parece que se puso en 1502. El Gianicolo ha quedado desde entonces ligado permanentemente a España. Después vendría la instalación de la Real Academia de España en Roma, luego la residencia del embajador de España y, por último, la del Liceo Español Cervantes. 
Aprovechando la abundancia de agua de la Fontana Paola y la pendiente de la colina, el papa Inocencio XI hizo construir tres molinos de grano. Junto a ellos hubo un edificio destinado al trabajo del hierro y otro a la fabricación de papel. Todos estos edificios habrían de constituir la sede del futuro liceo. Su fisonomía viene de la reestructuración llevada a cabo en 1860 por el entonces propietario, quien también era dueño de Villa Vaini. 
En 1947 el Estado español compró Villa Vaini y el resto de edificios mencionados. La villa se convirtió en la residencia del embajador de España ante Italia mientras que el resto de edificios quedaron prácticamente abandonados. 

### El Liceo
La situación cambia en 1964 cuando una orden del Ministerio de Hacienda dispuso que esos locales pasaran a depender del Ministerio de Educación Nacional, que cedió su uso a la institución teresiana. Así, en ese mismo año, se reconoció la aprobación definitiva del colegio superior mixto Liceo Español Cervantes. Pero es en 1973 cuando el liceo queda instituido como centro público. 
Hoy en día el Liceo Español Cervantes es un centro integrado de titularidad del Estado español. En él se imparten enseñanzas de Educación Infantil, Primaria y Secundaria (ESO y Bachillerato) conforme al sistema educativo español; de modo que la lengua vehicular de las enseñanzas es el castellano, pero también se imparten las áreas de Literatura, Lengua, Geografía e historia Italianas de acuerdo con el convenio bilateral entre España e Italia. 

### 50 aniversario
En el año 2023 el Liceo Español Cervantes conmemora su 50 aniversario.